# Gemmano
Gemmano är en ort och kommun i provinsen Rimini i regionen Emilia-Romagna i Italien. Kommunen hade 1 146 invånare (2018).